# Ouguiya (1973-2017)
Pour les articles homonymes, voir Ouguiya.
L’ouguiya (nom de genre féminin en français ; (ar) أوقية), première du nom (code ISO 4217 MRO) était la devise officielle de la Mauritanie à partir du 28 juin 1973 en remplacement du franc CFA au taux de une ouguiya pour cinq francs CFA. Une nouvelle monnaie portant le même nom a été introduite le 1er janvier 2018 au taux de 10 pour 1.

## Étymologie
Une ouguiya ou ouqiya (ar), vient de l'arabe wqiya (en arabe : أوقية) qui signifie once.

## Historique
Dans le cadre de son aspiration à une autonomie économique à la suite de son indépendance, la Mauritanie a remplacé le franc CFA par sa propre devise nationale. La production des premières coupures d'ouguiya a été réalisée avec le soutien de l'Algérie, qui a procédé à leur impression. Les premiers ouguiyas sont introduites en 1973 en remplacement du franc CFA, au taux de une ouguiya pour cinq francs CFA.

## Subdivisions
La devise a la particularité de ne pas être divisible par 10, 100 ou 1000 : une ouguiya comprend cinq khoums ((ar) خمس), ce qui veut dire « cinquième ».
Il existe une seule autre devise dans ce cas : ariary de Madagascar.

## Change
- 1 ECU = 50,59 ouguiyas (février 1973) ;
- 1 ECU = 64,34 ouguiyas (janvier 1986) ;
- 1 ECU = 97,44 ouguiyas (janvier 1988) ;
- 1 ECU = 116,68 ouguiyas (janvier 1992);
- 1 euro = 148,11 ouguiyas (janvier 1993) ;
- 1 euro = 191,36 ouguiyas (janvier 1997) ;
- 1 euro = 244,45 ouguiyas (janvier 1999) ;
- 1 euro = 283,91 ouguiyas (janvier 2003);
- 1 euro = 404,10 ouguiyas (janvier 2013) ;
- 1 euro = 420,58 ouguiyas (28 décembre 2017)[4].

## Pièces
La pièce de 1 ouguiya n'est plus produite par la Banque centrale de Mauritanie (BCM), elle est produite par la monnaie de Paris.

## Billets
De nouveaux billets plus difficiles à contrefaire ont été introduits en 2004. C'est à cette occasion qu'a été ajouté le billet de 2 000 ouguiyas.
En 2010, pour fêter le cinquantenaire de l'indépendance nationale, le billet de 5 000 ouguiyas a lui aussi été ajouté pour faciliter les échanges.
En 2012, la BCM produit un nouveau billet de 2 000 ouguiyas. L'ancien billet est alors toujours utilisable.